# モサラベ語
モサラベ語（モサラベご、スペイン語: mozárabe、ポルトガル語: moçárabe）、あるいはアンダルス・ロマンス語（romance andalusí）、またはロマンダルシ語（romandalusí）は8世紀から15世紀にかけて、イベリア半島の主に南部の住民によって話されたロマンス語の総称。モサラベ語はイスラム教徒支配地域のアル＝アンダルスで発達した言語で、そこに暮らすキリスト教徒住民であるモサラベによって話された。その後、キリスト教徒諸王国によるレコンキスタによって、その上位言語となった諸言語（ガリシア・ポルトガル語、レオン語、カスティーリャ語、ナバーラ・アラゴン語、カタルーニャ語）によって徐々に置き換えられ、15世紀にはほぼ消滅した。しかしながら、現在でも日常の言語使用の中にその残滓を見ることができる。表記にはアラビア文字が使用された。

## 歴史的、社会的、文化的背景
8世紀初頭イスラム教徒によって征服されたイベリア半島では、すでに何世代もの間にわたって、ローマ人によって持ち込まれたラテン語から派生した諸言語（ロマンス語）が話されていた。しかし支配層であるイスラム教徒の圧力と北アフリカからの移民によって、イスラム教とともにアラビア語がその支配地域に持ち込まれ、支配的な言語となった。10世紀ごろにはイスラム教徒支配地域のロマンス語と半島北部のロマンス語との間に体系的な差異、特に音声面でのモサラベ語の古風な性格が認められるようになった。
イスラム教徒支配地域では、モサラベ語はその重要性を失い、アラビア語に対して話者を失っていった。また、モサラベ語話者に対する圧力の高まりなどが原因で北部のキリスト教諸王国支配地域への移住、逃亡などもあり、話者は減り続けた。12、13世紀ごろには一部の孤立した地域を除いて、モサラベ語話者数は非常に少なくなっていたであろうと考えられている。またキリスト教徒によるイスラム教徒支配地域の征服も、モサラベたちの数少なくなった中心地において、北部のキリスト教徒諸王国のロマンス語の拡大に有利に作用し、その地の固有のロマンス語を放棄させることになり、14世紀以前に事実上消滅、もしくはそれに近い状態になっていたと考えられる。
少なくともモリスコ追放が行われる17世紀までは、キリスト教諸王国内にアル＝アンダルス・アラビア語話者集団が存在していたが、すでに彼らの中にモサラベ語話者はいなかった。

### 言語使用
イベリア半島へのイスラム教徒の侵攻後、ロマンス語を話していたビシゴート支配層や一般住民は新たな支配民族のアラブ人に従わざるを得なかった。アラビア語はロマンス語を話す多くの住民にとっても、一般的な使用言語へと変わっていった。ロマンス語話者たちのある部分はキリスト教信仰を保持し続けた。彼らはモサラベ（mozárabe。アル＝アンダルス・アラビア語ではmusta‘rabí、正則アラビア語ではmusta‘rab、どちらもアラブ化されたものの意）と呼ばれた。モサラベたちは公的な場面においてはアラブ伝統文化を受け入れざるを得なかったが、彼らの大部分は、アラビア語の強い影響を受けながらも、自分たちの共同体内部では彼らのロマンス語地域バリエーションを保持し続けた。彼らによって話されたこの口語ロマンス語は家族内や、彼ら自身のコミュニティでもっぱら使用され、社会的、商業的、文化的場面、つまり公的な場面や集団間においてはアラビア語が使われた。このモサラベにおける言語使用のダイグロシア状況は、後のイベリア半島のロマンス語の語彙の中に、上層語としてのアラビア語に由来する多くの痕跡を残すこととなった。
もともと特定の宗教にかかわりのある職業に結び付けられておらず、さまざまな住民（キリスト教徒のモサラベ、ユダヤ教徒、改宗イスラム教徒など）のそれぞれの固有言語であったものが、文化的、社会的、そして宗教的場面において、アラビア語あるいはラテン語によって、そしてある場合にはアル＝アンダルス時代に、花開き、名声を獲得したロマンス諸語によって浸食され、そして置き換えられた。

### 地域バリエーション
これらのロマンス語のバリエーションは一度も単一の言語であったことはなく、そして書記においてラテン文字の代わりに、アラビア文字で書かれたということが他のロマンス諸語と異なっていた。ソラー＝スレー（Sola-Solé）によれば、モサラベ語は、「イスラム教徒支配下で、古の西ゴート王国の都市部に住み続けたキリスト教徒たち共同体固有の話言葉の一部」を構成したということである。この言語は、今日われわれには（moaxajaと呼ばれたアル＝アンダルスの詩の終わりに）アラビア文字あるいはヘブライ文字を使って記されたロマンス語の反復句である詩節ハルチャ（jarŷa）によって知られている。
ソラー＝スレーによればモサラベ語は語彙の40%がアラビア語＝ベルベル語由来、そして60%がロマンス語（つまりラテン語起源）の語彙で、その東方起源の語彙のうち動詞に比べ名詞の使用頻度が高いとされる。

### 自称名
今日このロマンス語に対してモサラベ語という名称を用いているが、この言語自体による名称は muzarab あるいは mozárabe ではなく、latino（ラティーノ）であった。モサラベ自身は、自分たちの固有言語をモサラベの言語と呼ぶことはなく、ラテン語を意味する latino と呼び、また自分たちのことも mozárabes とは呼ばず、latinos（ロマンス語を話す人の意で）と呼んでいた。
19世紀以前、スペインの歴史家は中世のイベリア半島でイスラム教徒支配の下で暮らしていたキリスト教徒と彼らの言語について「モサラベ」という用語を使っていなかった。この言語に対するもっと普通のアラビア語での呼称は、アル＝アンダルスのロマンス語を意味する、al-ajamiya（「奇妙な」、「外国の」の意）であった。「モサラベ」あるいは「アハミーヤ」という語は、他称で、この言語の自称ではない。
ロジャー・ライトはその著作 Late Latin and early Romance in Spain and caroligian France（西訳版Latín tardío y romance temprano en España y Francia carolingia 、スペインとカロリング朝フランスにおける後期ラテン語と初期ロマンス語）の中で、フランスとイベリア半島での初期ロマンス諸語の変遷について次のように述べている：
また同書の中で、著者は次のようにも述べている：
このことは latino（ラテン語）という語が、そこで当時話されていたロマンス語を意味していたということを表しており、数世紀経たラテン語の変化した形式が使われていたということを意味している。この時代のイベリア半島のロマンス諸語の話し手には、彼らの本来の言葉は「ラテン語」だと考えられていた。そして古典ラテン語は教養ある言語とみなされており、異なる言語とはみなされていなかったということである。
この時代以前にはロマンス語の変種、あるいは方言は単に「ラテン語」と呼ばれていた。それはもともとのラテン語との差異がそれほど大きいものではなかったからであり、ラテン語がロマンス語へと変化していった過程は、暫時的なものであったからであり、8世紀、9世紀に話されていたロマンス語は、5世紀から7世紀の後期ラテン語とそれほど隔たっていなかったということで、後期ラテン語から中世のロマンス語の間の過渡的な変種であったのだといえる。12世紀、13世紀にかけてこの話されていたロマンス語に名前が付けられている：例えば、アラゴンでは aragonés、カスティーリャでは castillano、カタルーニャでは catalá、フランスでは français など。つまり、この時期にそれぞれの話者が自分たちの言語をラテン語のバリエーションではなく、自分たち固有の言語と認識するに至ったのである。またこの事象は、補強と差異を際立たせるために、各政治的実体において話される言葉に対して異なった名称を与えることで、中世の新しい政治実体の強化に結び付けられた。したがって、“latino”（ラテン語）という名称はモサラベたちの話すロマンス語の古風さの反映ということができる。
また、この古めかしいロマンス語についての重要な問題は、イベリア半島に居住していたユダヤ人が彼らの話すロマンス語（ユダヤ・スペイン語）にラディーノ語という名称を、そしてアルプス地域のロマンス語話者がその言語にラディン語という名称を付与したということである。
イベリア半島：ladino（< LATINO）という語は「ユダヤ人によって書かれたスペイン語」という限定的な言語の意味を持って生き続けた。これは、イベリア半島の中央部から南部にかけて暮らしていた、セファルディーと呼ばれたユダヤ人が彼らの日常的な言語を ladino と呼んだからである。この言葉はこの地域で話されているロマンス語を意味していたからである（今日この ladino という語はより限定的にスペイン語、特にセファルディーの子孫によって話される、古風なスペイン語の変種を意味している）。
同様にアルプス地域においても、別のロマンス語のひとつであるラディン語（スイス東部のグラウビュンデン州の2つの谷とイタリア北部のトレンティーノ＝アルト・アディジェ/南ティロル州とヴェネト州で話されている）の話者は、彼ら自身の言葉で「ラテン語」を意味するラディン語と呼んでいるのである。中世前期においては様々な地域で話されるロマンス語を指していたのである。

### モサラベ語に関する記録
モサラベ語で書かれた短いテクストに加え、アル＝アンダルス時代の著述家によるさまざまなモサラベ語についての記述が今日まで伝わっており、このことによってその社会的使用や様々な文脈における使用の広がりなどを理解することが可能となっている。これらの言及の中で、モサラベ語は'aljamía'（aǧamíyya）、'latiní'（Lathinī）という名称でしるされている。以下いくつかの例を提示する：
- 地理学者のIbn Khordadhbeh（Abū l-Qāsim ʿUbayd Allāh ibn Khordādhbeh, 820年-911年）はイベリア半島で話されている言語を2種類に分類し、言及している：南部のandalusiyyaと北東部のafrangiyyaである。
- 歴史家のBenalcutíaはDaysam ben Ishaq支配地（10世紀初頭のTudmirの地域）からのAbdalaの軍が到着した時、次のことを残している：

- 11世紀の博識なムルシア人Ibn Sida（Abū-l-Hasan `Alī ibn Ismā`īl al-Musrī al-Andalusi al-lugawī）はその著作Kitāb al-Mujassasの冒頭で、彼が著したある作品でのアラビア語を間違えた可能性について以下のように謝罪している：

- 11世紀のサラゴサの医師で、植物学者のIbn Buqlaris（Yonah ben Isaac ibn Buqlaris al-Israili）はその著作Kitab al Mustainiの中で"aljamía"または"アル＝アンダルス東部のlatinía"からその土地固有の植物の名を記している。
- Ibn al-Baitar（Ḍiyāʾ Al-Dīn Abū Muḥammad ʿAbdllāh Ibn Aḥmad al-Mālaqī、1190年あるいは1197年-1248年）という名の13世紀のマラガの医者で植物学者はAl G̕āmi 'li mufradāt al adawiya wa al aġdiという著作の中で、latiníaとaljamíaの語彙の等価性について記している。イベリア半島東南部によくありふれた植物の名称について触れて、"アル＝アンダルス東部のaljamía"のことを記している。

### モサラベとキリスト教徒諸王国
レコンキスタの進展によって、モサラベ住民は、そこの住民に影響を与え、そして征服されたイスラム教徒の領域の制度や、物についての語彙を浸透させながら、キリスト教徒諸王国に組み込まれていった。同様に日常的に使用される用語が浸透していった。前述したように、モサラベ語は12世紀以降ムワッヒド朝の到来もあり激減し、これらのアンダルス・アラビア語話者はすでにモサラベ語の話者ではなかった。南部のイスラム教徒支配下の土地から北部へのキリスト教徒のモサラベの移住によって、ほとんどイスラム支配をうけなかった地域においてもアラビア語起源と思われる地名が見られる。
一方、北部のキリスト教徒のロマンス諸語へのアラビア語の影響は11世紀のコルドバの後ウマイヤ朝の分裂を契機に拡大したと考えられる。レコンキスタが拡大し、11世紀以来他を圧倒しつつあったカスティーリャ王国で話されていた中央部や北部のカスティーリャ語に多くのアラビア語が侵入していった。このことによっておそらくモサラベ諸方言とカスティーリャ語、ポルトガル語、カタルーニャ語との間に当時接触があり、意思疎通が可能であったであろうと思われる。

## 言語学的記述

### 分類
モサラベ語がロマンス語であることは、その語彙や明らかに後期ラテン語から引き継いだと思われる文法から明白である。しかしながら、ロマンス語内部での位置づけは現在においても議論の分かれるところである。まずそれは、イベリア・ロマンス語に特徴的な音声変化があまり確認できないということである。
一方、エスノローグは明確な証拠がないにもかかわらず、ピレネー・モサラベ言語グループの呼称を用いている。しかし、実際にはナバーラ・アラゴン語とモサラベ語との間にこの言語グループを設定できるだけのはっきりとした等語線を引くことはできない。

### 音韻論

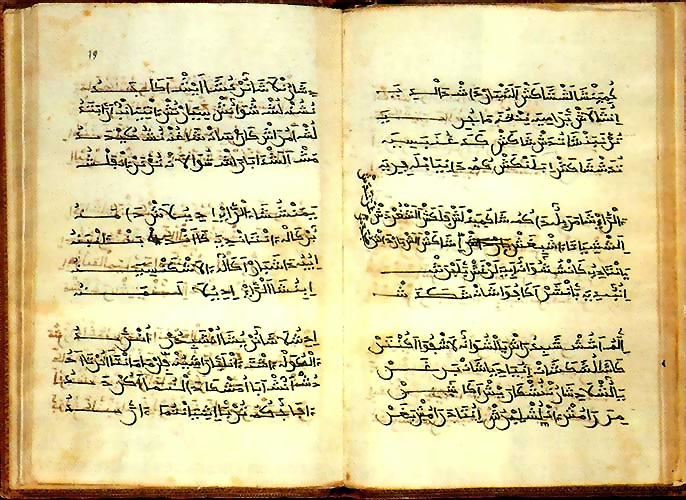
アルハミーアのテクストの例、Poema de Yuçufの写本。

いくつかの面において、モサラベ語はイベリア半島の他のロマンス語より古風な特徴を持つ。このことは孤立した周辺的な言語変種が「言語的に保守的な島」として残されたと考えられる。モサラベ語とみなされるロマンス語で書かれた文書に基づいて以下のようないくつかの古風な特徴の例を挙げる：
- ラテン語の子音グループCL、FL、PL（/kl、fl、pl/）を保持。
- ラテン語の母音間の子音（P、T、C、音声表記 /p、t、k/）に弱化が起きなかった。イベリア・ロマンス語の多くでは母音間の子音が有声化した（ /p/ > /b/、/t/ > /d/、/k/ > /g/ ）。例（モサラベ語-スペイン語）：lopa-loba、toto-todo、formica-hormiga。
- ラテン語の子音グループ-CT-は、nohte < NOCTE(M) のように/ht/へと変化した。カスティーリャ語では口蓋化し、nocheとなった。
- ラテン語の /k(e)/ あるいは /k(i)/ に由来する無声後部歯茎破擦音/tʃ/の保持（このことはイタリア語でも見られるが、その他の西ロマンス語では /ts/ に変化した）。
- （少なくともいくつかの地域において）ラテン語の二重母音 /au/ と /ai/ が保持された。

### 形態論と文法
いくつかの語については、一般的にその他のロマンス語で見られる語形よりも、ラテン語により近い形式が見られる。

### 他のロマンス語への影響
基層言語としてのモサラベ語はバレンシア語とバラアース方言をカタルーニャ語から、ポルトガル語をガリシア語から、エストレマドゥーラ語をアストゥリアス・レオン語から、アンダルシーア方言やムルシア方言などの南部で話されるカスティーリャ語方言をカスティーリャ語から区別される特徴を与えた。特にカスティーリャ語については、新たに人口がまばらでアラビア語の影響を強く受けた中央カスティーリャ方言をロマンス方言連続体に付け加えることとなった。そして、唯一明確な影響は語彙についてで、ポルトガル語あるいはカタルーニャ語同様にカスティーリャ語に、モサラベ語を通して多くのアラビア語語彙が持ち込まれたということである。

## 文字
モサラベ語はロマンス語のひとつであるが、アラビア文字で書かれ、それはアルハミーア（al ‘aǧamíyya）と呼ばれる。この書かれたものはかなりの数のものが残されており、この時代の書かれたロマンス語として重要である。
しかし、これらのモサラベ語テキストの解読には非常に多くの困難が伴う。まず、アラビア語において母音が書かれないのと同様にこれらのテキストのモサラベ語も母音が書かれていないからである。モサラベ語のテキストにおいて、この母音が記されないという事は、モサラベ語のもととなったロマンス語諸方言間やアラビア語諸方言間にみられる傾向や法則性などの多様性があるように、モサラベ語に存在する多様性を考えた場合、非常に困難な問題となって表れる。このような理由でハルチャの解釈・解読において研究者によってさまざまな違いが見られることになる。